# Schumanniophyton problematicum
Schumanniophyton problematicum là một loài thực vật thuộc họ Rubiaceae. Loài này có ở Bờ Biển Ngà, Ghana, và Sierra Leone. Chúng hiện đang bị đe dọa vì mất môi trường sống.